# Dunlop Rubber
Dunlop Ltd. (anteriormente Dunlop Rubber) era una empresa multinacional británica dedicada a la fabricación de diversos productos de caucho natural. La compañía fue fundada en 1889 por Harvey du Cros, quien involucró a John Boyd Dunlop, que había reinventado y desarrollado el primer neumático (ideó los primeros neumáticos prácticos para el triciclo de su hijo). Fue una de las primeras empresas multinacionales del mundo y, bajo la dirección de du Cros y, posteriormente, de Eric Geddes, se convirtió en una de las mayores empresas industriales británicas. J. B. Dunlop había roto cualquier vínculo con la compañía mucho antes de que su nombre se utilizara para cualquier parte del negocio. La empresa y la fábrica se fundaron en la Upper Stephen Street de Dublín. Una placa marca el lugar, que ahora forma parte de la sede de la multinacional irlandesa de grandes almacenes Dunnes Stores.
Dunlop Rubber no logró adaptarse a las cambiantes condiciones del mercado en la década de 1970, a pesar de haber reconocido a mediados de la década de 1960 la posible caída de la demanda de su producción con la llegada al mercado de los neumáticos radiales, mucho más duraderos. Tras asumir una deuda excesiva, Dunlop fue adquirida por el conglomerado industrial BTR en 1985. Desde entonces, la propiedad de las diversas marcas de Dunlop se ha fragmentado.

## Historia hasta 1921

### Comienzos

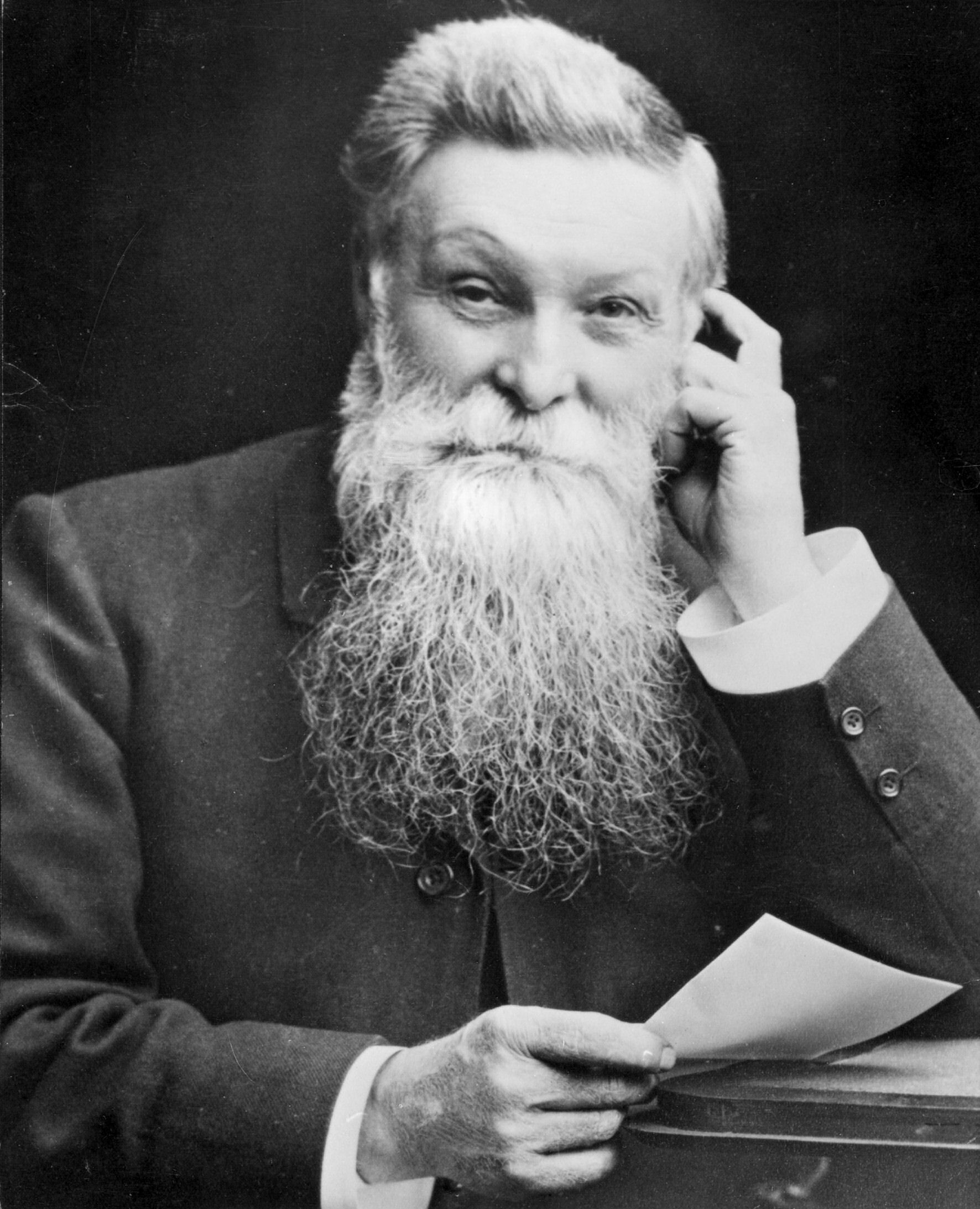
John Boyd Dunlop

En 1888, John Boyd Dunlop, un veterinario escocés residente en Irlanda, descubrió el principio del neumático. Willie Hume popularizó el descubrimiento de J. B. Dunlop al ganar siete de ocho carreras ciclistas con sus neumáticos. Para obtener los derechos y explotar el descubrimiento, en 1889 se constituyó la "Pneumatic Tyre and Booth's Cycle Agency Co. Ltd.", fundada por Harvey du Cros, quien, entre otras funciones, era presidente de la Asociación Irlandesa de Ciclistas. La invitación a du Cros para participar fue hecha por William Bowden, un agente ciclista de Dublín. J. B. Dunlop, quien no veía un futuro próspero en su descubrimiento, había cedido informalmente sus derechos a Bowden. Inicialmente, J. B. Dunlop poseía una participación del 20 % en la empresa. La primera sede de la empresa se encontraba en Oriel House, en Westland Row.

### Pneumatic Tyre
A finales de la década de 1880, John Kemp Starley registró una gran demanda de sus nuevas bicicletas. La compañía de du Cross y Dunlop, Pneumatic Tyre, comenzó a producir neumáticos para bicicletas en Belfast a finales de 1890 y se expandió rápidamente para satisfacer la demanda de los consumidores. Sin embargo, en 1890, la patente de J. B. Dunlop fue cancelada, cuando se descubrió que Robert William Thomson había patentado el neumático por primera vez en 1845. J. B. Dunlop y Harvey du Cros superaron juntos las considerables dificultades que surgieron. Contrataron al inventor Charles Kingston Welch y adquirieron otros derechos y patentes que les permitieron proteger en cierta medida la posición de su negocio.
A principios de la década de 1890, la compañía estableció divisiones en Europa y Norteamérica, enviando allí a cuatro de los seis hijos de du Cros. Se establecieron fábricas en el extranjero porque los derechos de patentes extranjeras solo se mantendrían si la empresa se dedicaba a la fabricación activa en el lugar donde se vendían sus neumáticos. Se asoció con empresas locales de bicicletas como Clement Cycles en Francia y Adler en Alemania para limitar la inversión de capital necesaria. Se estableció una filial en Estados Unidos en 1893 con una fábrica en Búfalo (Nueva York), después de que Harvey du Cros júnior tuviera la edad suficiente (21 años) para firmar las escrituras necesarias.
En 1893, la fabricación local se trasladó de Belfast y Dublín a Coventry, el centro de la industria ciclista británica. El municipio de Dublín había interpuesto una demanda contra Dunlop, alegando molestias por el olor a caucho y a nafta. La empresa pronto expandió sus intereses a Birmingham. Al año siguiente, se llegó a un acuerdo con su proveedor de componentes, Byrne Bros India Rubber, de Lichfield Road, Aston (Birmingham), Birmingham. Ese mismo año, du Cros fundó Cycle Components Manufacturing en Selly Oak para suministrar cámaras de aire.

### Dunlop Pneumatic Tyre
J. B. Dunlop dimitió en 1895 y vendió la mayor parte de su participación en Pneumatic Tyre. En 1896, Harvey Du Cros convenció a su junta directiva para que vendiera Pneumatic Tyre al financiero Ernest Terah Hooley por 3 millones de libras. Hooley consiguió apoyo ofreciendo acciones baratas a periodistas financieros y nombrando a aristócratas para la junta directiva. Rápidamente vendió de nuevo el negocio, esta vez como Dunlop Pneumatic Tyre Company, por 5 millones de libras, lo que proporcionó un beneficio bruto de 1,7 millones de libras al grupo liderado por Hooley, al que pertenecía du Cros.
Byrne Bros India Rubber, socio y proveedor en sus fábricas de Manor Rubber Mills, Aston Cross, había pasado de fabricar componentes para neumáticos y cámaras a fabricar cámaras y cubiertas completas. En junio de 1896, du Cros fundó una nueva empresa, Rubber Tyre Manufacturing, para adquirir Byrne Bros. E. J. Byrne fue contratado como director general durante cinco años.

### Dunlop Rubber
A finales de la década de 1890, Dunlop Pneumatic Tyre comenzó a adquirir sus propias fábricas de caucho y a procesar caucho, mientras que anteriormente ensamblaba neumáticos con componentes de otros fabricantes. En 1901 utilizó su participación mayoritaria para cambiar el nombre de "Fabricación de Neumáticos de Caucho" a "Dunlop Rubber". Arthur du Cros (hijo de Harvey du Cros) sustituyó a E. J. Byrne.
A partir de 1900, Dunlop comenzó a diversificar su producción de neumáticos para bicicletas. La compañía fabricó su primer neumático para automóvil en 1900. En 1906, se construyó una planta de fabricación de ruedas para automóviles, y en 1910 la empresa desarrolló su primer neumático para avión y su primera pelota de golf.
Entre 1904 y 1909, la filial francesa de Dunlop perdió un total de 200.000 libras esterlinas, ya que sus rivales europeos como Michelin de Francia y Continental de Alemania la superaron en el mercado de neumáticos para automóviles. En 1909, Dunlop de Francia y, en 1910, Dunlop de Alemania, fueron adquiridas en su totalidad por la matriz británica para establecer un control de calidad más riguroso.

### Fusión de Dunlop Pneumatic Tyre y de Dunlop Rubber

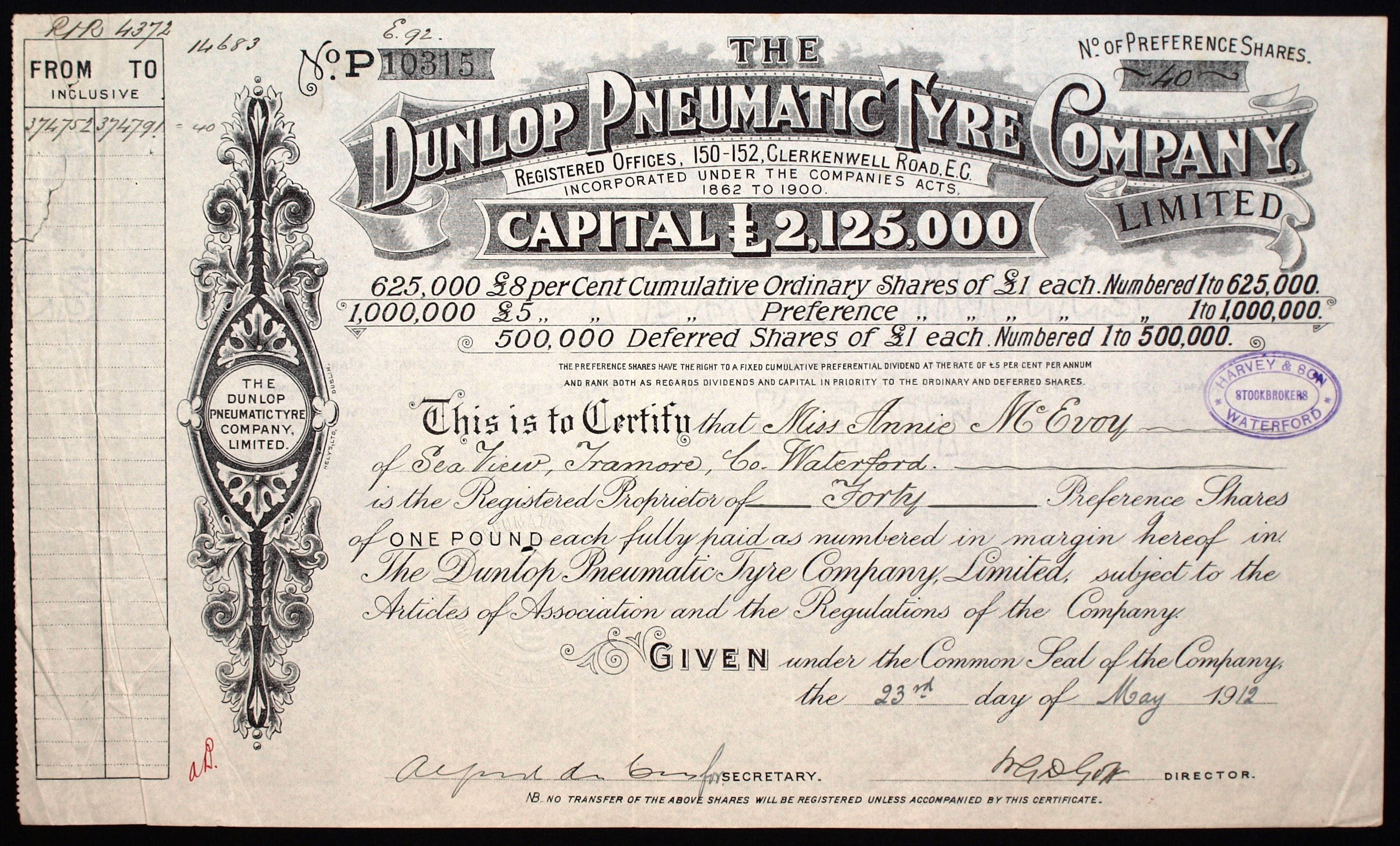
Acción de la Dunlop Pneumatic Tyre Company Ltd., emitida el 23 de mayo de 1912

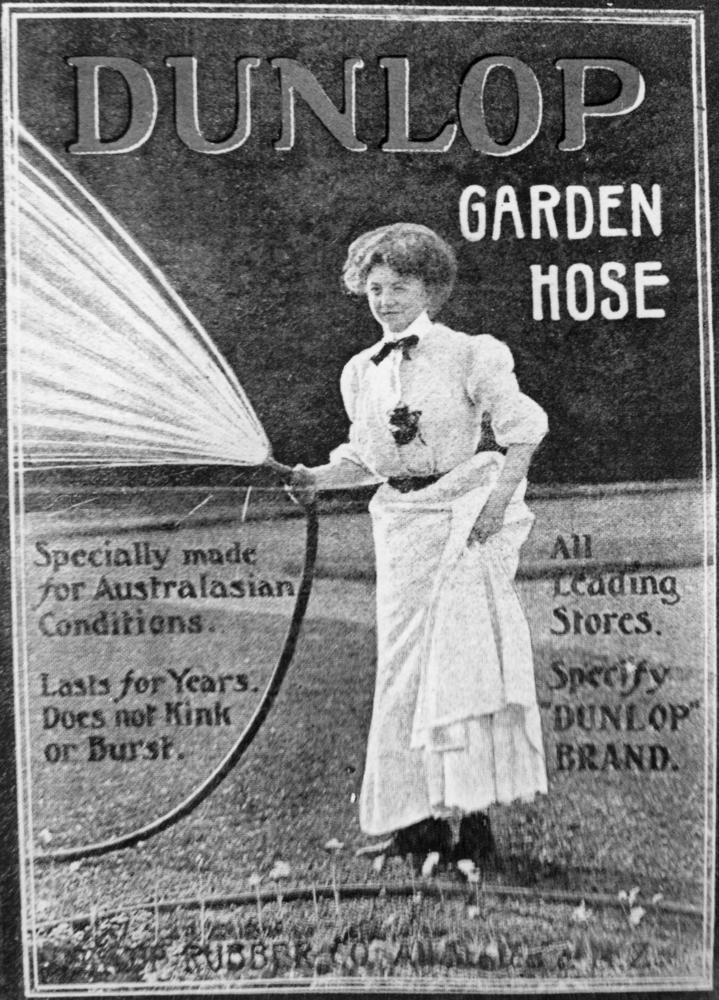
Un anuncio impreso de Dunlop de 1914 para mangueras de jardín

En agosto de 1912 se cerró Dunlop Pneumatic Tyre, aunque mantuvo ciertos compromisos financieros. Traspasó sus actividades a Dunlop Rubber a cambio de acciones. Posteriormente, cambió su nombre a The Parent Tyre Company Limited. Dunlop Rubber adquirió algunos de sus activos, incluyendo el fondo de comercio y los derechos comerciales, y a cambio, los accionistas de la compañía de neumáticos pasaron a poseer tres cuartas partes de Dunlop Rubber. La fusión pretendía lograr una reducción sustancial de los gastos generales y aclarar lo que se consideraba una relación confusa entre las dos empresas cuando compartían la mayoría de los accionistas.
Arthur du Cros fue nombrado director general y vicepresidente en 1912 y conservó el cargo tras la muerte de su padre en 1918, cuando A. L. Ormrod asumió la presidencia hasta 1921. Para el suministro, du Cros seleccionó fincas en Ceilán y Malasia para ser compradas, y para 1917 la compañía poseía aproximadamente 60 000 acres (24 280 ha) de plantaciones de caucho. En 1916 se comenzó a construir en Birmingham "Fort Dunlop", la fábrica principal y sede de la compañía que abarcaba una superficie de 400 acres (160 ha). Hacia 1918, Dunlop era la decimocuarta empresa manufacturera más grande de Gran Bretaña y su único fabricante de neumáticos a gran escala.
Arthur du Cros estableció una estrecha relación con el financiero James White y lo nombró asesor económico de Dunlop en 1913. White había tomado el control de la compañía en 1919, y especuló en el mercado de futuros del caucho con resultados desastrosos, cuando el precio del caucho se desplomó. Mientras tanto, también hubo problemas de control de calidad con los neumáticos. La situación llegó a un punto crítico en agosto de 1921, cuando la compañía anunció pérdidas de 8 millones de libras esterlinas en las operaciones del año. La empresa se salvó gracias a la intervención de Frederick Szarvasy a través de la British Foreign and Colonial Corporation. Los candidatos a miembros de la junta directiva de White fueron destituidos y Eric Geddes fue nombrado presidente.

## Diversificación en la era de Geddes

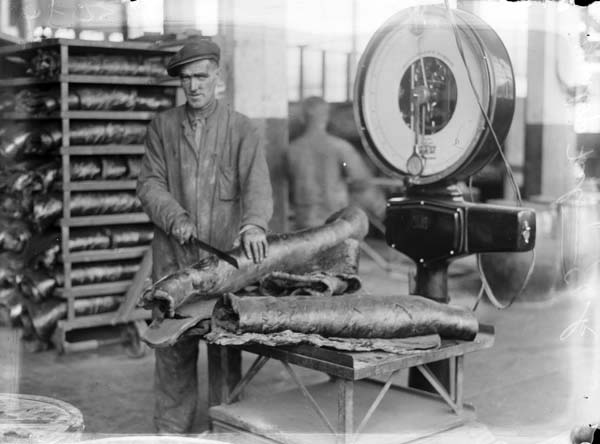
Un trabajador de la recién inaugurada fábrica de Dunlop en Cork, cortando caucho para neumáticos (1935)

A partir de 1924, Sir Eric Geddes comenzó a diversificar Dunlop. En 1924, la empresa comenzó a fabricar pelotas de tenis. En 1925, se adquirió F. A. Davis, empresa con experiencia en la fabricación de raquetas de tenis. En 1926, la empresa adquirió la compañía Charles Macintosh de Mánchester por 2,5 millones de libras, y el nombre Dunlop se aplicó a calzado y ropa. Dunlop inició conversaciones de adquisición con Slazenger en 1927, pero sin éxito. Para 1928, solo el 72 % de la facturación se destinaba a neumáticos, en comparación con el 90 % de 1920.
Una campaña publicitaria en 1928 anunciaba "el estilo Dunlop". A finales de la década de 1920, la empresa contaba con filiales de fabricación en Estados Unidos, Canadá, Francia, Alemania, Sudáfrica, Australia, India y Japón. En 1930, Dunlop disponía de una cuota de mercado equivalente a la de su archirrival Michelin en Francia.
En 1929, se patentó la espuma de poliuretano Dunlopillo, cuya producción comercial comenzó 1933. En 1930, Dunlop era la octava empresa cotizada en bolsa más grande de Gran Bretaña por valor de mercado.
Los años de entreguerras presenciaron una considerable expansión internacional para Dunlop. La filial alemana fue readquirida tras la Primera Guerra Mundial, y para 1929, Dunlop de Alemania operaba la segunda fábrica de neumáticos más grande del país. La compañía construyó plantas de fabricación en Irlanda, Sudáfrica e India durante la década de 1930. En 1932 se construyó el puente Dunlop sobre el Circuito de La Sarthe, sede de la carrera de las 24 horas Le Mans.
Los años 1922 a 1937 consolidaron a Dunlop como una marca reconocida. Para 1939, era una de las mayores multinacionales británicas.
Durante la década de 1930, la firma diseñó y licenció la producción de palancas de mando y sus componentes para aeronaves británicas y de otros países (aliados, en particular la empuñadura y el cabezal de los primeros cazas Spitfire con motor Rolls-Royce Merlin , que estuvieron en servicio durante las primeras etapas de la Segunda Guerra Mundial y la Batalla de Inglaterra.

## Posguerra

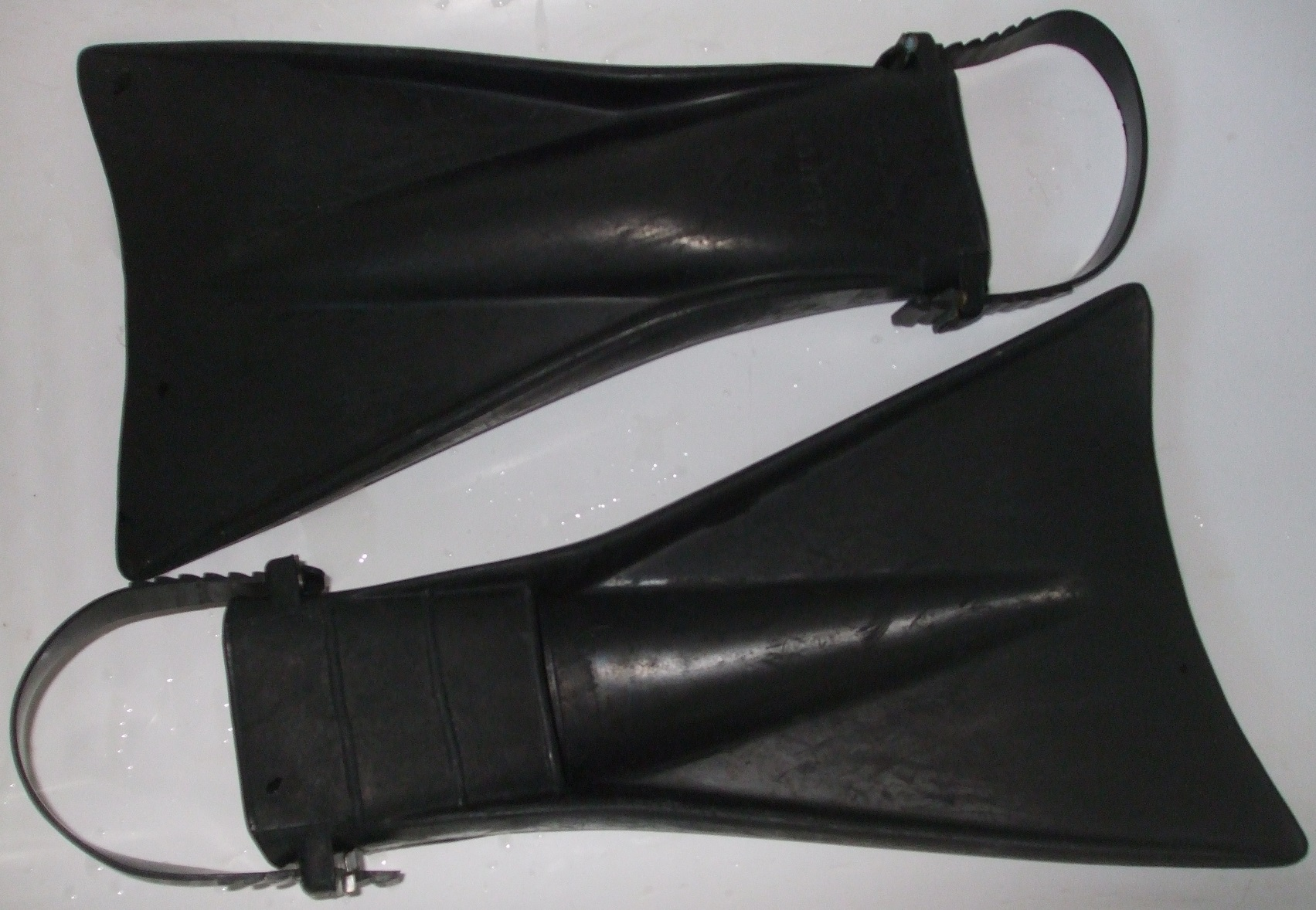
Aletas de natación Dunlop Aquafort fabricadas entre mediados de la década de 1950 y principios de la de 1960

Para 1946, Dunlop tenía 70.000 empleados y puntos de venta en casi todos los países del mundo. En 1948 Dunlop inventó el neumático autosellante, que reducía el riesgo de reventones. A principios de los años 50, Dunlop desarrolló  Maxaret, el primer sistema de frenos antibloqueo. Hacia 1955, tenía casi la mitad del mercado de neumáticos del Reino Unido. Un informe de la Comisión de Monopolios y Prácticas Restrictivas de ese año descubrió que Dunlop y los otros cuatro vendedores principales en el mercado del Reino Unido (Goodyear, Avon, Firestone y Michelin) tenían acuerdos de precios fijos. La revelación del acuerdo hizo que la cuota de mercado de Dunlop disminuyera. En julio de 1956, la Comisión sobre la Competencia publicó otro documento con implicaciones para los productos de Dunlop, titulado «Informe sobre el Suministro de Cierto Calzado de Caucho», que abarcaba botas de caucho de todo tipo, incluyendo las botas de goma y los cubrebotas.
En 1952, un grupo de veteranos militares británicos irrumpió en la junta anual de accionistas de Dunlop para protestar contra el colonialismo británico y la situación provocada por la emergencia Malaya. En esta protesta, que tuvo lugar tras el escándalo de la decapitación de guerrilleros malayos, los soldados lanzaron panfletos por toda la sala con mensajes anticoloniales y fotografías de tropas británicas posando con las cabezas cercenadas de presuntos guerrilleros comunistas y anticoloniales.
En 1958, Dunlop adquirió a su rival británico John Bull Rubber, que también incluía la marca Silentblock. En la década de 1950, Dunlop contaba con plantas de fabricación en Brasil y Nueva Zelanda.
La gama Dunlop Aquafort de equipos subacuáticos para natación, que incluía trajes acuáticos de una y dos piezas, cinturones de lastre, esnórqueles, máscaras de buceo y aletas, fue fabricada entre 1956 y 1962 aproximadamente por Dunlop Special Products Limited en Fort Dunlop en Birmingham y distribuida por Dunlop Sports Company Limited en Allington House, 136-142 Victoria (Londres).
Otro factor que influyó en el declive de Dunlop fue la decisión, a principios de la década de 1960, de desarrollar neumáticos neumáticos radiales textiles más económicos, en lugar de los neumáticos radiales con cinturón de acero, más duraderos. Dunlop perdió cuota de mercado frente a fabricantes que comercializaban neumáticos con cinturón de acero, como Michelin.
Mientras tanto, la productividad y la calidad en el Reino Unido eran bajas, y los vendedores preferían los productos de las fábricas continentales de la compañía.

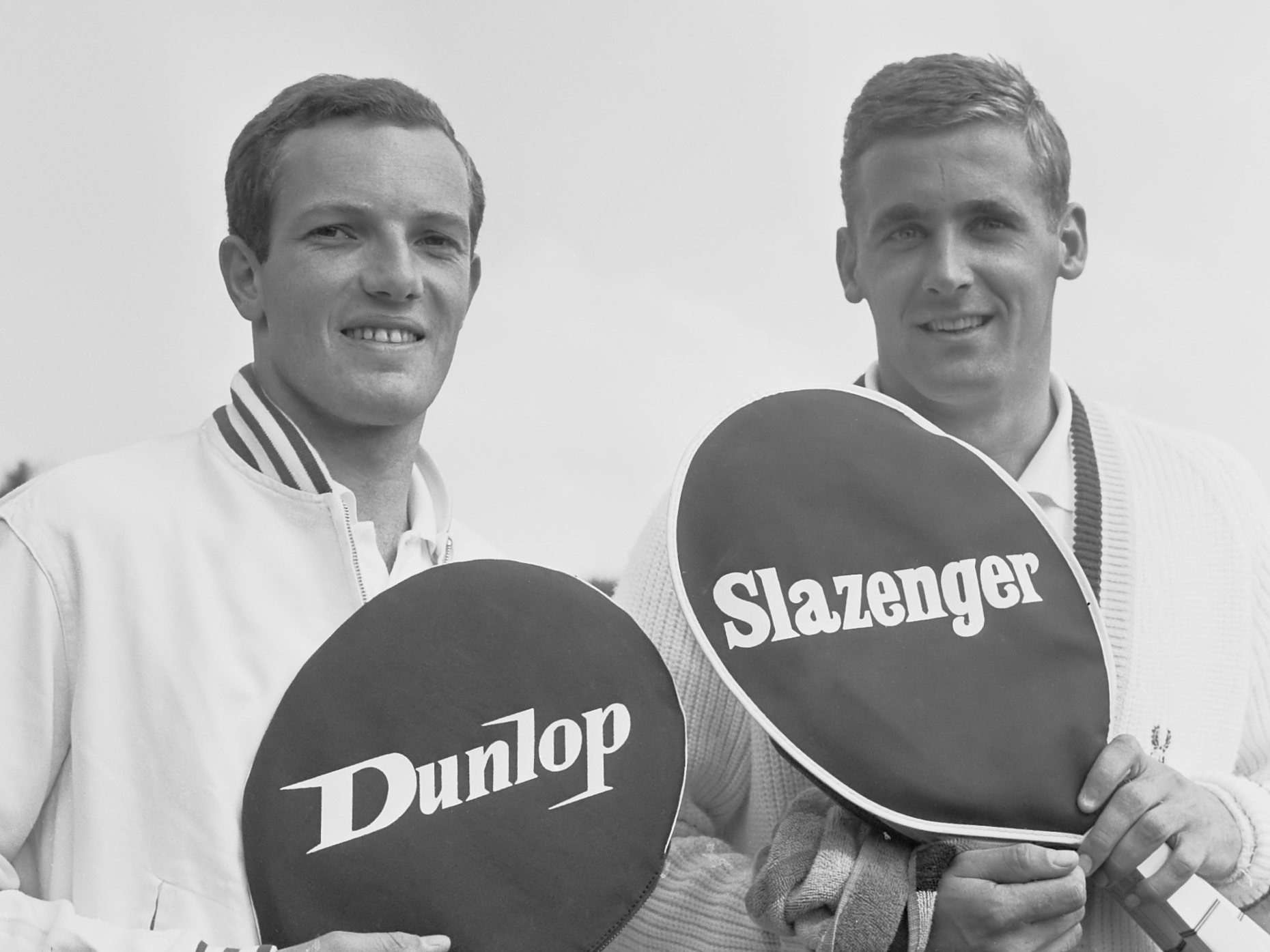
Los tenistas holandeses Tom Okker y Jan Hajer posan con raquetas Dunlop y Slazenger en 1964

En 1967, la empresa cambió su nombre de "Dunlop Rubber Company Ltd" a "Dunlop Ltd", tras diversificarse en el sector del caucho. En ese momento, alrededor del 60 % de las ventas provenían del extranjero, y los neumáticos representaban el 60 % de la facturación de la empresa.
Sir Reay Geddes, hijo de Sir Eric Geddes, asumió la presidencia de Dunlop en 1968.
En 1968, Dunlop adquirió George Angus Ltd. de Newcastle upon Tyne, líder mundial en el suministro de mangueras contra incendios y y equipos de extinción de incendios. Ese año, la compañía obtuvo unos beneficios operativos de 31,8 millones de libras, con un beneficio neto de 11,2 millones de libras. A finales de la década de 1960, Dunlop era la 35.ª empresa más grande del mundo fuera de Estados Unidos, y en 1970 contaba con 102.000 empleados.
En 1971, Dunlop se fusionó con la italiana Pirelli para formar la tercera empresa de neumáticos más grande del mundo, después de Goodyear y de Firestone. La fusión se constituyó mediante una empresa conjunta, en la que cada compañía adquirió participaciones minoritarias en las filiales de la otra, en lugar de una adquisición. La fusión no tuvo éxito y la empresa conjunta se disolvió en 1981. Pirelli no fue rentable durante toda la duración de la fusión.
El declive de industria del automóvil británica a partir de 1972 también afectó al negocio principal de Dunlop. Los problemas se vieron agravados por la crisis del petróleo de 1973.

## Adquisición y escisión

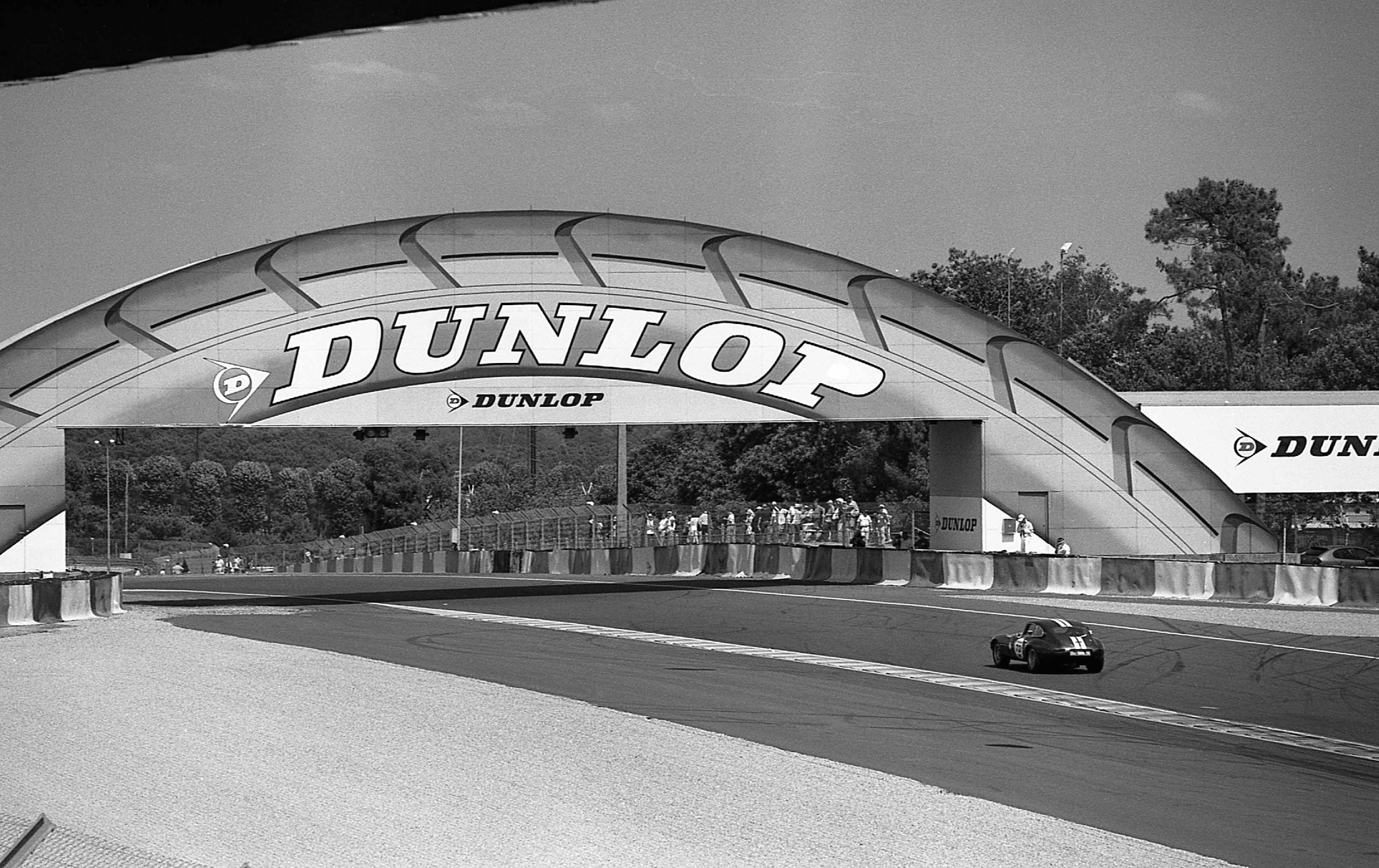
Un clásico Jaguar E-Type de carreras históricas se dirige hacia el puente Dunlop en el Circuito de la Sarthe, en Le Mans. Construido originalmente en 1932 como pasarela publicitaria a la entrada de una curva, el icónico puente se trasladó en 1965 a su ubicación actual en la curva Dunlop, a la entrada de la corta recta que lleva a la chicane Dunlop.

Como resultado de la creciente competencia en la industria de los neumáticos y de los desastrosos resultados de la fusión con Pirelli, Dunlop había acumulado enormes deudas. Sir Reay Geddes dimitió como presidente en 1978 y Sir Campbell Fraser asumió el cargo. Entre 1978 y 1981, Dunlop invirtió 102 millones de dólares en la modernización de su negocio europeo de neumáticos. La plantilla británica se redujo de 13.000 a 7.000 trabajadores. Angus y las plantaciones de caucho de la empresa se vendieron. Para julio de 1983, el empresario malasio Ghafar Baba había adquirido una participación del 26,1% en la empresa.
En septiembre de 1983, el negocio europeo de neumáticos se vendió a su antigua filial, Sumitomo Rubber Industries Ltd de Japón, por 82 millones de libras. En 1984, las fábricas de neumáticos restantes en Nueva Zelanda y la India se vendieron por 200 millones de libras. En 1985, la empresa fue adquirida por BTR plc por 100 millones de libras. BTR vendió inmediatamente el negocio estadounidense de neumáticos a su gerencia por 142 millones de libras.
BTR comenzó a desinvertir en los negocios de Dunlop a partir de 1996, para transformarse de un conglomerado a una empresa de ingeniería optimizada. En 1996, vendió Dunlop Slazenger a su gerencia, respaldada por el grupo de capital privado CINVen por 372 millones de libras. En 2004 vendieron el negocio a Sports Direct International por 40 millones de libras.
En 1996, Dunlop Aircraft Tyres Ltd de Birmingham fue vendida a un grupo de inversores respaldado por 3i por 10 millones de libras.
En 1998, BTR vendió BTR Aerospace Group, incluyendo Dunlop Aviation y Dunlop Precision Rubber, a Doughty Hanson & Co por 510 millones de libras para formar Dunlop Standard. En 2004, Dunlop Standard se vendió a Meggitt por 800 millones de libras. Meggitt heredó la empresa inglesa original, que pasó a denominarse Dunlop Holdings Ltd, constituida en 1896.
En 1998, BTR vendió su participación en la filial sudafricana Dunlop Africa Ltd, que a su vez se dividió en 2001. La división de productos industriales se vendió para convertirse en Dunlop Industrial Products y Dunlop Rubber Mouldings. El negocio de neumáticos, Dunlop Tyres International, fue adquirido por Apollo Tyres de la India en 2006. Apollo Tyres nunca se sintió cómoda ni se comprometió plenamente con la marca Dunlop y vendió la mayor parte de la empresa, incluidos todos los derechos de marca registrada de Dunlop Tyres en África, a Sumitomo Rubber Industries en 2013. Dunlop Tyres International poseía los derechos de varias marcas Dunlop en varios países fuera de Sudáfrica, y estos derechos se vendieron a Sports Direct en 2006.

## Dunlop Tyres desde 1985
Sumitomo Rubber Industries vendió neumáticos para vehículos de carretera con la marca Dunlop de 1985 a 1999. En 1999, Sumitomo RI y Goodyear de Estados Unidos formaron una empresa conjunta. Goodyear adquirió los activos de neumáticos Dunlop en Europa y EE. UU., y Sumitomo RI continuó vendiendo neumáticos Dunlop en otros países.
La compañía Dunlop Tyres en Sudáfrica fue adquirida por la compañía india Apollo Tyres en 2007. En diciembre de 2013, Apollo Tyres vendió la mayoría de sus operaciones sudafricanas a Sumitomo RI por 60 millones de dólares, incluyendo la planta de neumáticos para automóviles de pasajeros Ladysmith. Apollo Tyres conservó su planta en Durban, que fabricaba neumáticos radiales para camiones y autobuses (TBR) y neumáticos todo terreno utilizados en las industrias de minería y la construcción (la planta de Durban, sin embargo, cerró en 2014 después de que la gerencia no pudiera mantener la rentabilidad). Sumitomo RI también había adquirido previamente los derechos de propiedad de la marca Dunlop en 32 mercados africanos. En 2018, Sumitomo RI comenzó a fabricar neumáticos radiales para camiones y autobuses (TBR) en la planta de Ladysmith. Gran parte de este equipo TBR se adquirió de la planta cerrada de Apollo Tyres en Durban. Sumitomo RI invirtió fuertemente en la planta de Ladysmith. Para 2018, la planta casi duplicó su tamaño desde la adquisición de la empresa en 2013.